# AC Aceca
La AC Aceca est un coupé du constructeur automobile britannique AC Cars, produit de 1954 à 1963. La voiture était motorisée à l'origine par un bloc AC ; une version dotée d'un bloc Bristol et appelée Aceca-Bristol fut disponible de 1956 jusqu'à la fin de la production de l'Aceca en 1963. Une autre version disposant du bloc de 2 553 cm3 de la Ford Zephyr fut vendue entre 1961 et 1963 sous le nom Aceca 2.6.

## Historique
Basé sur le cabriolet deux places AC Ace, l'Aceca était une GT entièrement fabriquée à la main, dans la tradition britannique, en tubes d'acier et bois de hêtre. Une caractéristique notable de la voiture est la présence d'un hayon à l'arrière, ce qui fait d'elle la 2e voiture à être équipée de cet élément après la Aston Martin DB2/4 de 1953.
Au total, 151 Acecas, 169 Aceca-Bristols et 8 modèles équipés d'un bloc Ford ont été produits jusqu'en 1963.
La différence principale entre l'Aceca et l'Aceca-Bristol réside dans la monte moteur, dans les deux cas une unité 6 cylindres en ligne. Celui de l'Aceca a été repris de la AC Ace, un bloc maison de 1 991 cm3 avec arbre à cames en tête délivrant 90 ch alors que la Aceca-Bristol était équipée de blocs Bristol Cars, le "D-Type" 2.0L (1 971 cm3 et 125 ch) ou le "B-Type" (105 ch). Par rapport à la spécification de base (vendue 1 722 £ en Grande-Bretagne et 5 400 $ aux États-Unis), la spécification Bristol supportait un surcoût de 1 000 $.
The front-end styling of the Ace and Aceca reportedly traces back to a design done by Pinin Farina for AC in the late 1940s.[réf. nécessaire] The car is rather light owing to a tubular frame, aluminium engine block and aluminium body panels. Large 16" spoked road wheels and near 50/50 weight distribution allowed exceptional handling on substandard road surfaces. Later Acecas feature front-wheel disc brakes (added in 1957), while all share transverse leaf spring IRS, articulated rear half-axles, worm-gear steering, an optional overdrive on 2nd, 3rd and 4th gears, curved windscreen, and leather-covered bucket seats. The suspension is independent at the front and rear using transverse leaf springs.
La AC Aceca a fait l'objet d'une restauration dans l'épisode 2 de la saison 4 de l'émission "Car SOS".

## Aceca-Bristol

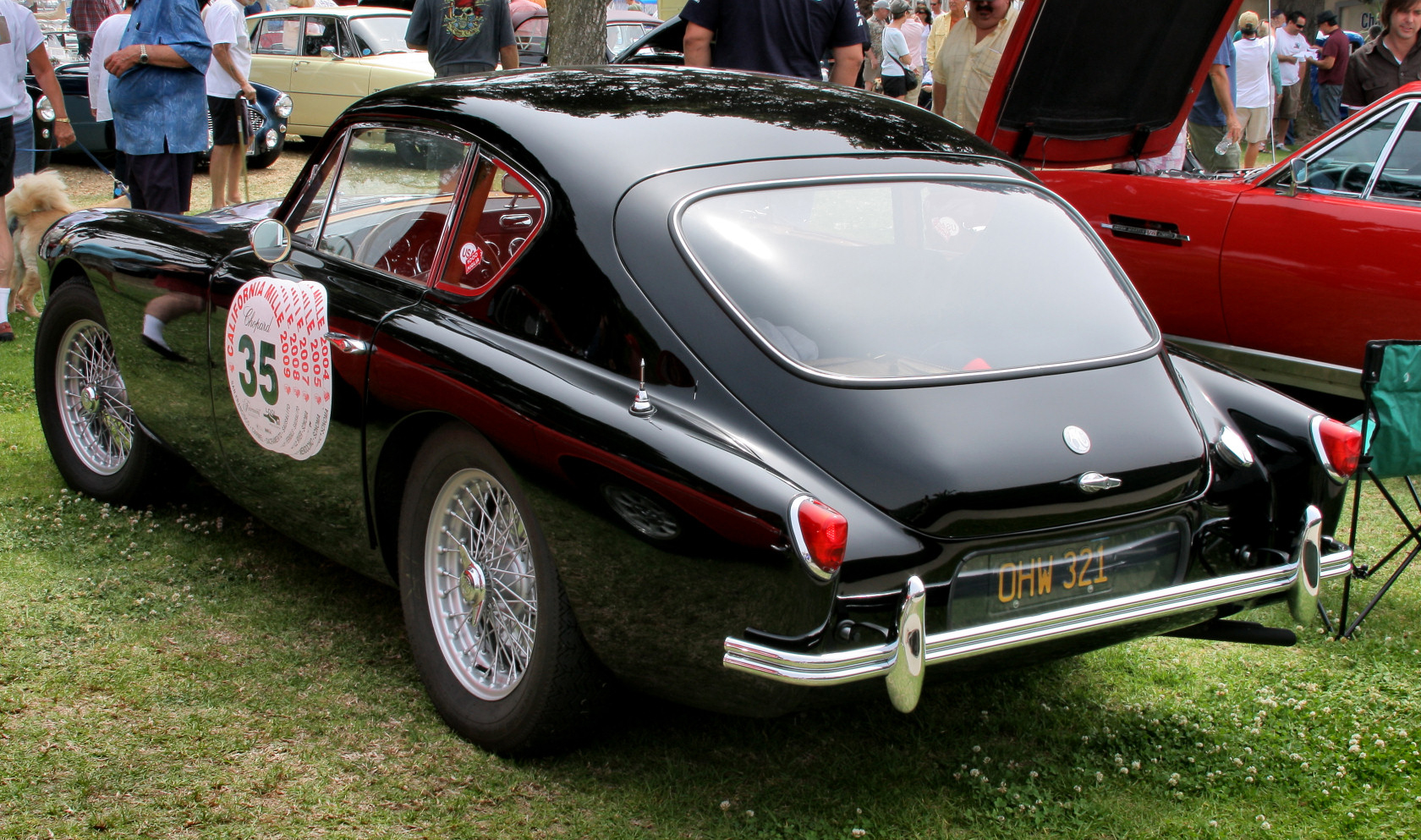
Bristol-engined AC Aceca (1957)

Le six-cylindres en ligne de Bristol installé dans l'Aceca Bristol était un bloc fonte à têtes de cylindres en aluminium d'origine BMW. Il avait un seul arbre à cames actionnant des poussoirs verticaux qui entraînaient des culbuteurs côté admission et des poussoirs coulissant dans des tubes au-dessus du bloc pour atteindre l'échappement.